# Viljuša
Viljuša (en serbe cyrillique : Виљуша) est un village de Serbie situé sur le territoire de la Ville de Čačak, district de Moravica. Au recensement de 2011, il comptait 916 habitants.

## Démographie
| 1948  | 1953  | 1961 | 1971 | 1981 | 1991 | 2002 | 2011 |
| ----- | ----- | ---- | ---- | ---- | ---- | ---- | ---- |
| 1 053 | 1 050 | 982  | 896  | 936  | 936  | 924  | 916  |

|  |